# Kinderkleding

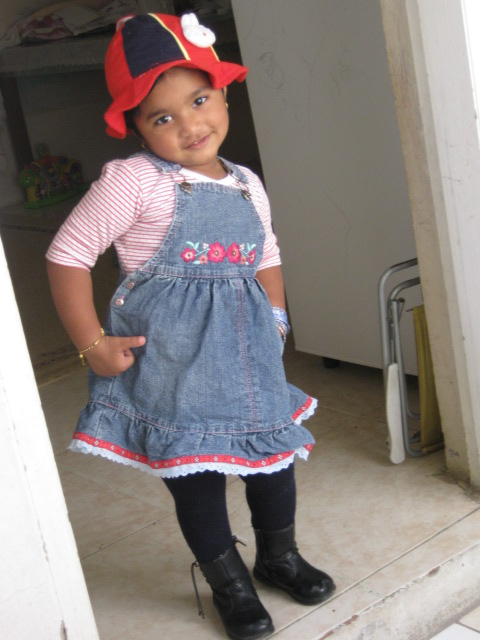
Meisje met een overgooier en maillot

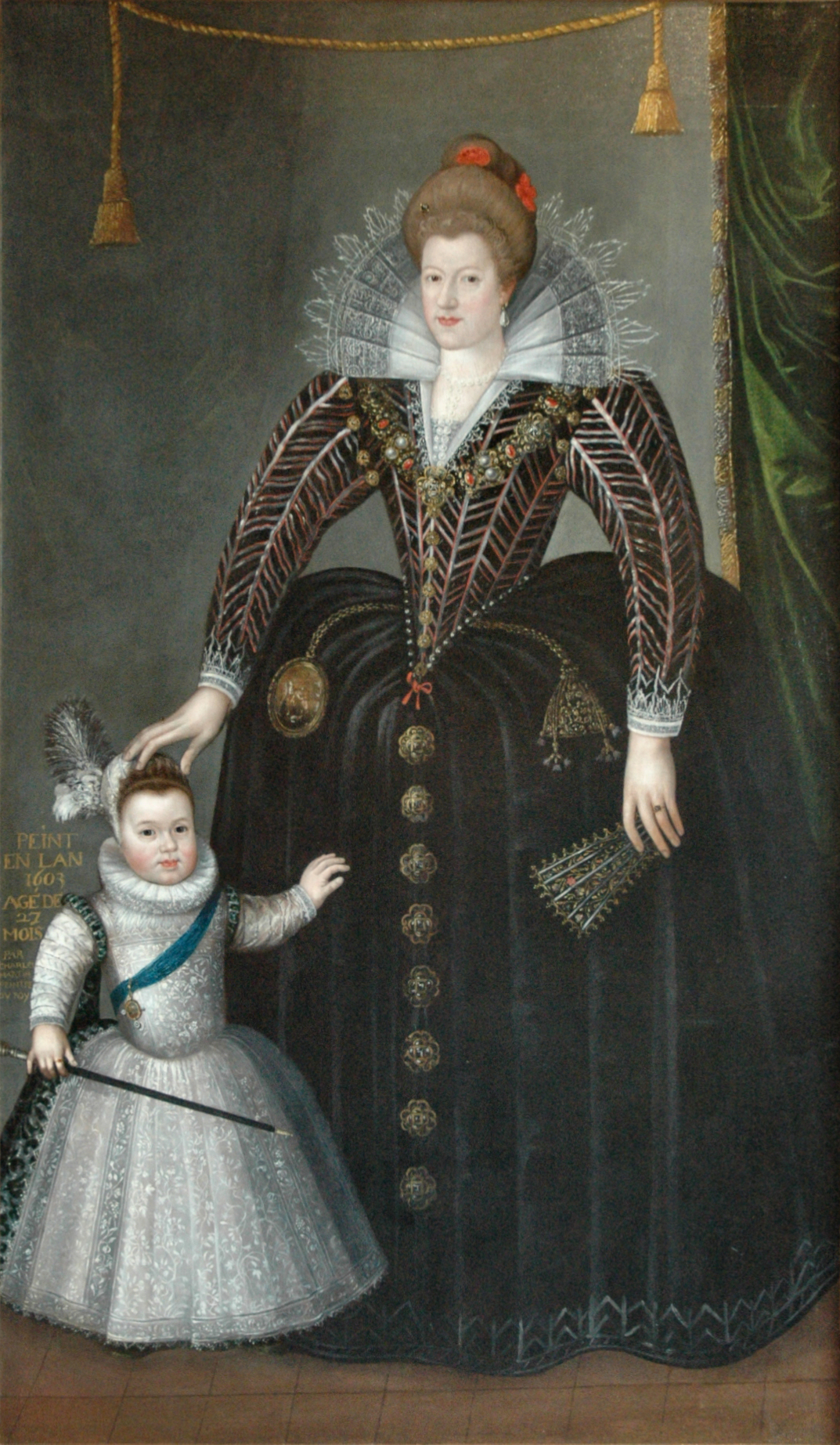
Maria de Medici met haar zoon, de latere Lodewijk XIII in een jurk

Kinderkleding is kleding speciaal gemaakt voor kinderen. Kinderkleding is te verkrijgen bij vele kledingwinkels en webwinkels, deze zijn vaak gespecialiseerd in kinderkleding en hebben hier hun winkel hierop aangepast.
Er zijn voor jonge kinderen zoals baby's, peuters en kleuters gespecialiseerde winkels.
Kinderkleding is niet altijd een verkleinde versie van kleding voor volwassenen. Diverse kledingstukken worden feitelijk alleen voor kinderen gemaakt. Voorbeelden daarvan zijn:
- maillots
- petticoats
- overgooiers
- rompertjes

Kinderen moeten vaak wat warmer gekleed worden dan volwassenen, omdat hun kleinere lichaam, dat een relatief groter oppervlak heeft, eerder afkoelt. Kinderkleding zal vaak "op de groei" gekocht worden, zodat het in eerste instantie iets te groot valt.
In veel landen dragen kinderen op school een schooluniform.
Daarnaast bestaat er kinderkleding voor speciale gelegenheden, zoals de doopjurk en kleding voor de eerste communie.
Kinderkleding moet aan enkele veiligheidseisen voldoen. Vooral koordjes en linten kunnen gevaar opleveren voor verstikking of om ergens in verstrikt te geraken. In 2014 werd hiervoor een Europese veiligheidsnorm opgesteld, die bepaalt onder andere dat kledij voor kinderen tot 7 jaar geen koordjes of linten bij de nek of in de kap of muts mag hebben. Voor kinderen van 7 tot 14 jaar mogen deze koorden niet te lang zijn.

## Mode
Kinderkleding is net zoals kleding voor volwassenen aan mode onderhevig. Typische mode uit het verleden is bijvoorbeeld het matrozenpakje. In de jaren 60 van de twintigste eeuw droegen kinderen heel veel ruitjes.
In vroeger eeuwen droegen kleine jongetjes geen pantalon, maar een jurk, net zoals de meisjes. Verder droegen kleine jongens vaak een korte broek en was een lange broek alleen weggelegd voor de oudere jongens.

## Maten
De maten van kinderkleding zijn afgeleid van de lengte van het kind. Dit in tegenstelling tot de maten voor volwassenen, die eerder samenhangen met de omvang van bijvoorbeeld heup, borst of hals.
| Leeftijd (bij benadering) | Kledingmaat (=lengte in cm) | Borstomvang (cm) | Middel (cm) | Heupwijdte (cm) | Binnenbeen- lengte (cm) |
| ------------------------- | --------------------------- | ---------------- | ----------- | --------------- | ----------------------- |
| 9 maanden                 | 74                          | 48               | 48          | 49              | 27                      |
| 1 jaar                    | 80                          | 50               | 49          | 51              | 30                      |
| 1,5 jaar                  | 86                          | 52               | 50          | 53              | 33                      |
| 2 jaar                    | 92                          | 54               | 51          | 55              | 37                      |
| 3 jaar                    | 98                          | 56               | 52          | 57              | 41                      |
| 4 jaar                    | 104                         | 58               | 53          | 59              | 44                      |
| 5 jaar                    | 110                         | 60               | 54          | 61              | 48                      |
| 6 jaar                    | 116                         | 62               | 55          | 63              | 51                      |
| 7 jaar                    | 122                         | 64               | 56          | 65              | 55                      |
| 8 jaar                    | 128                         | 66               | 57          | 68              | 58                      |
| 9 jaar                    | 134                         | 68               | 58          | 71              | 62                      |
| 10 jaar                   | 140                         | 70               | 60          | 74              | 65                      |
| 11 jaar                   | 146                         | 72               | 62          | 77              | 68                      |
| 12 jaar                   | 152                         | 74               | 64          | 80              | 71                      |
| 13 jaar                   | 158                         | 78               | 66          | 84              | 74                      |
| 14 jaar                   | 164                         | 82               | 69          | 88              | 77                      |
| 15 jaar                   | 170                         | 86               | 72          | 92              | 80                      |